# Janelle Commissiong
Janelle Commissiong (sinh năm 1953 tại Port of Spain, Trinidad và Tobago) là người phụ nữ Trinidad và Tobago đầu tiên cũng như người phụ nữ da đen đầu tiên giành danh hiệu Hoa hậu Hoàn vũ.
Sinh ra tại Trinidad và Tobago, Commissiong nhập cư vào Mỹ năm cô 13 tuổi rồi trở về quê hương 10 năm sau đó. Sau khi giành danh hiệu Hoa hậu Trinidad và Tobago 1977, cô tiếp tục đăng quang danh hiệu Hoa hậu Hoàn vũ 1977 được tổ chức tại Santa Domingo, Cộng hòa Dominican.
Bà cưới người chồng đầu tiên Brian Bowen nhưng ông đã qua đời trong một tai nạn năm 1989. Sau đó, bà tái hôn với một doanh nhân tên Alwin Chow.
Cùng năm đăng quang Hoa hậu Hoàn vũ, Janelle đã được trao tặng Trinity Cross, phần thưởng dành cho những người có cống hiến đặc biệt cho đất nước.